# Éparchie du Banat
L'éparchie du Banat (en serbe : Банатска епархија et Banatska eparhija) est une éparchie, c'est-à-dire une circonscription de l'Église orthodoxe serbe, située dans la région du Banat. Elle s'étend principalement dans la province de Voïvodine mais aussi dans la partie du Banat qui fait partie du district de Belgrade. Le siège de l'éparchie est la ville de Vršac. En 2016, elle est administrée par l'évêque Nikanor.

## Localisation

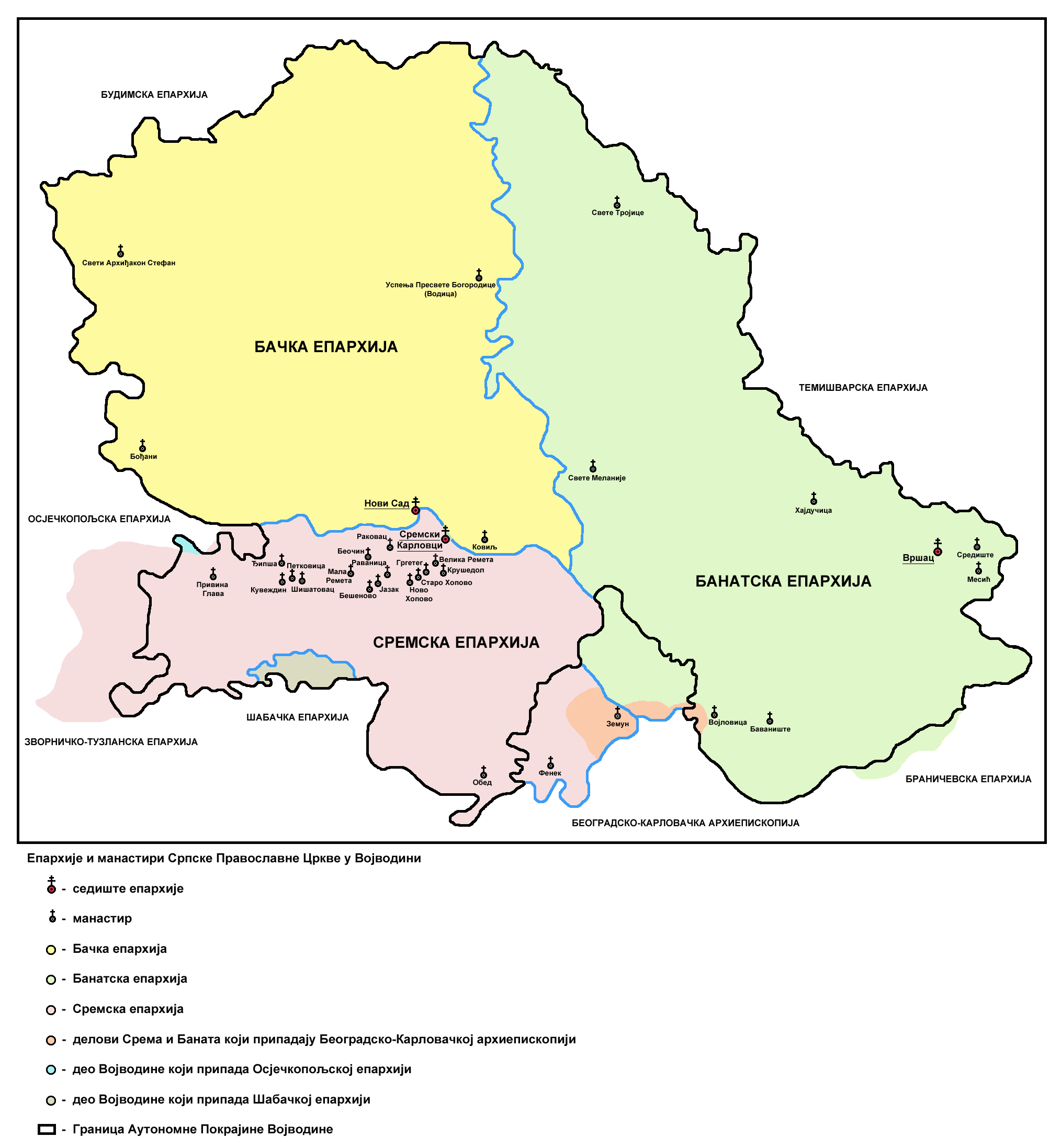
Localisation de l'éparchie du Banat en Voïvodine

## Histoire

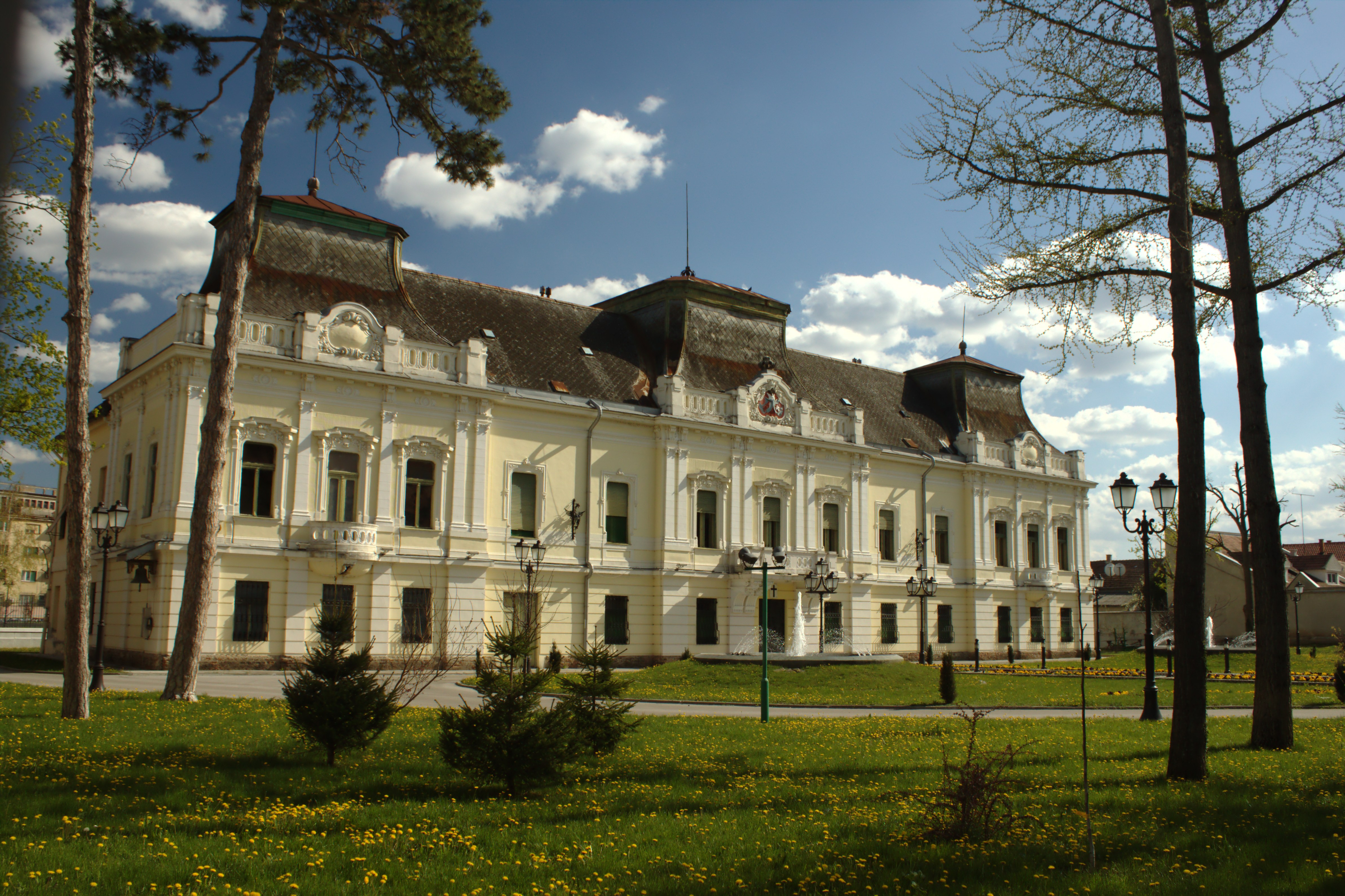
Le palais épiscopal de Vršac

## Évêques

### Évêques de Vršac
- Teodor (1594)
- Simeon (1619)
- Antonije (1622)
- Teodosije (1662)
- Spiridon Štibica (1694-1699)
- Mojsije Stanojević (1713-1726)
- Nikola Dimitrijević (1726-1728)
- Maksim Nestorović (1728-1738)
- Jeftimije Damjanović (1739)
- Isaije Antonović (1741-1748)
- Jovan Đorđević (1749-1769)
- Vikentije Popović (1774-1785)
- Josif Jovanović Šakabenta (1786-1805)
- Petar Jovanović Vidak (1806-1818)
- Maksim Manuilović (1829-1833)
- Josif Rajačić (1833-1842)
- Stefan Popović (1843-1849)
- Emilijan Kengelac (1853-1885)
- Nektarije Dimitrijević (1887-1895)
- Gavrilo Zmejanović (1896-1919)
- Ilarion Radović (1922-1929)

### Évêques du Banat
- Georgije Letić (1931-1935)
- Vikentije Bujić (1936-1939)
- Damaskin Grdanički (1939-1947)
- Visarion Kostić (1951-1979)
- Sava Vuković (1980-1985 ; administrateur de l'éparchie)
- Amfilohije Radović (1985-1990)
- Athanase Jevtić (sr) (1991-1992)
- Hrizostom Stolić (1992-2003)
- Nikanor Bogunović (2003 - aujourd'hui)

## Subdivisions territoriales
L'éparchie du Banat compte 14 archidiaconés (arhijerejska namesništva), 147 municipalités ecclésiastiques (crkvene opštine) et 214 paroisses (parohije).

## Monastères
L'éparchie du Banat compte 9 monastères.